# Double Trouble (film 1915)
Double Trouble è un film del 1915 diretto da Christy Cabanne.

## Trama
Florian Amidon, un timido bancario, viene aggredito e perde conoscenza. Quando si riprende scopre che sono passati cinque anni e che si trova nella città petrolifera di Bakerstown, dove lo riconoscono come Eugene Brassfield, un ricco e spregiudicato petroliere, ma non ricorda nulla degli ultimi cinque anni.